# Elektropneumatica
Elektropneumatica of elektropneumatiek is de techniek waarbij pneumatische systemen elektrisch aangestuurd worden.
Voordeel hiervan is dat de snelheid van de besturing sterk vergroot wordt. Veiligheidsproblemen treden niet op, daar voor de aansturing van de elektrische componenten van laagspanning (24 volt) gebruik wordt gemaakt.
Elektrische elementen in een dergelijk systeem zijn schakelaars en relais, magneetspoelen, sensoren en transducers.
De samenwerking van elektrische en pneumatische componenten is een voorbeeld van mechatronica.